# Alajuela-formatie
De Alajuela-formatie is een geologische formatie in het bekken van het Panamakanaal die afzettingen uit het Mioceen omvat.

## Locatie
In het oostelijke deel van het centrale kanaalbekken is aan de randen van Alajuela-meer de Alajuela-formatie afgezet. Het Alajuela-meer is via de Chagres-rivier verbonden met het kanaal. De Alajuela-formatie is afgezet in een gebied met een ondiepe zee, een estuarium en omliggend land. De Alajuela-formatie dateert waarschijnlijk uit het Laat-Mioceen met een ouderdom van circa 9,8 miljoen jaar.

## Fauna

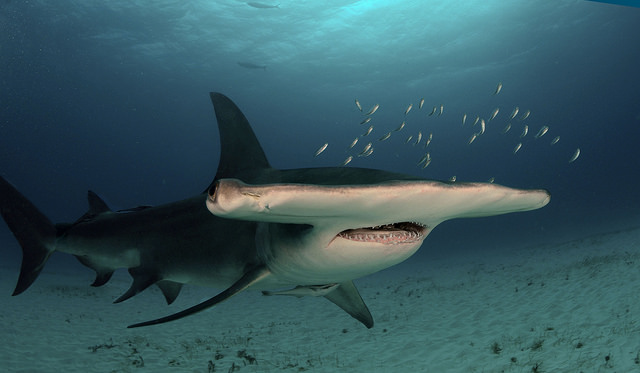
De grote hamerhaai is een van de haaiensoorten waarvan fossiele tanden zijn gevonden in de Alajuela-formatie

De paleofauna is vergelijkbaar met die van de Curré-formatie in Costa Rica. De aanwezigheid van veel mariene fossielen in de Alajuela-formatie wijst er op dat er tijdens het Laat-Mioceen nog zeeverbindingen moeten zijn geweest in het centrale deel van Panama. Fossielen van tweekleppigen, slakken, inktvissen, schaaldieren, stekelhuidigen, kraakbeenvissen, grote beenvissen, reptielen en zoogdieren zijn gevonden.
Er zijn 42 tanden van kraakbeenvissen gevonden in de Alajuela-formatie. Het merendeel (vijftien) behoort toe aan de megalodon. De overige haaientanden zijn van de uitgestorven Hemipristis serra, roofhaaien, de citroenhaai en de grote hamerhaai. Verder zijn tanden van zaagvissen, adelaarsroggen en koeneusroggen gevonden.
De schildpaddenfossielen behoren tot de Amerikaanse halswender Bairdemys, een landschildpad, een weekschildpad en een zeeschildpad. Daarnaast zijn fossielen gevonden van een krokodil uit de Tomistominae, mogelijk Gavialosuchus.
In de Alajuela-formatie zijn wat betreft zoogdieren fossiele tanden van gevonden van een roofdier, het slurfdier Gomphotherium en de paarden Dinohippus en Cormohipparion. Daarnaast een enkelbeen van een pekari en ribfragmenten van een doejong gevonden.
Culebra-kloof · Gatún-formatie · Gatúncillo-formatie · Chagres-formatie · Alajuela-formatie